# Альона Арзамаська
Альо́на Арзама́ська (рос. Алёна Арзамасская, ерз. Эрзямассонь Олена, ?-1671) — героїня селянської війни 1670—1671 років на території Московського царства під проводом Степана Разіна, національна героїня ерзянського народу.

## Біографія
Народилася в селянській сім'ї у Виїзній слободі міста Арзамас, дата народження невідома. Після смерті чоловіка, також місцевого селянина, пішла в монастир і прийняла постриг.
У розпал селянського повстання Степана Разіна покинула монастир і зібрала в навколишніх селах загін, який складався приблизно з 200 ерзянських, татарських та російських селян. Вони рушили на Оку, в напрямку Касимова, а тоді повернули на Темников, де мали з'єднатися з іншими повстанськими загонами: Федора Сидорова, Ісая Фадєєва, Степана Кукіна, Яреми Іванова. Дорогою до Альони приєднувалися нові селяни, й чисельність загону зросла до 600 осіб. Об'єднане військо, яке очолив Федор Сидоров, налічувало до 5 тисяч осіб, мали вони й гармати. Темников став їх опорних пунктом.
30 листопада біля села Веденяпино об'єднані загони повстанців зазнали поразки від війська воєводи Івана Лихарєва. Залишки селянського війська відступили до Темникова, Альона очолила оборону міста.
Вже на початку грудня каральні урядові війська під командою воєводи князя Юрія Долгорукова розпочали наступ на Темников. 4 грудня Долгоруков увійшов у місто, лідери повстанців були схоплені, серед них була й Альона. 5 грудня 18 бунтівників було страчено. Справу Альони розглядали окремо, її було звинувачено в бандитизмі та відьомстві й, за вироком, живцем спалили у спеціально збудованому для цього зрубі.
За місцем страти мученицю називають ще Альоною Темниковською.

## Пам'ять про Альону
Героїчне життя й мученицька смерть Альони збереглися в пам'яті ерзянського народу у вигляді легенд і переказів, казок і пісень. Альона постає заступницею пригноблених і знедолених, вдів і сиріт, визволителькою з кріпацтва. Завдяки присутності іноземців у царських військах про її подвиги стало відомо в Голландії, Німеччині, Англії, Франції. Альону називають мордовською (ерзянською) Жанною д'Арк, дуже багато є спільного є в долі цих двох жінок.
У той же час, документальних матеріалів, що стосуються цієї жінки-воїна, лишилося дуже мало.
Героїчному життю Альони присвячені експозиції краєзнавчих музеїв в Арзамасі, Темникові, Саранську. Збереглися пам'ятні місця, пов'язані з її іменем. Тему Альони Арзамаської досліджували історики Сергія Соловйова і Миколи Костомарова. Їй присвячені численні прозові, поетичні та музичні твори, переважно мордовських авторів, зокрема ерзянських прозаїків Кузьми Абрамова та Михайла Бризжинського, російського письменника з Мордовії Михайла Петрова, поетів Дмитра Кедріна, Наталії Кончаловської, Олени Нестерової та інших, п'єса Костянтина Скворцова, твори ерзянської оповідачки Серафими Люлякіної. За мотивами легенд про Альону ерзянський драматург Петро Кириллов і композитор Леонтій Кирюков створили музичну драму «Литова». Ніна Кошелева є автором першого мордовського балету «Альона Арзамаська».